# Chatins
Els chatins o txatins són un poble indígena de Mèxic que viu al sud-est de l'estat d'Oaxaca. Ells es diuen kitse cha'tnio en referència a la seva llengua cha'tnio. Viuen als municipis de Santos Reyes Nopala, San Juan Quiahije, San Miguel Panixtlahuaca, Santiago Yaitepec, Santa Cruz Zezontepec, San Juan Lachao, Santa María Temaxcaltepec, Santa Catarina Juquila i Tataltepec de Valdés.

## Territori
L'àrea que habiten és rica en recursos naturals, però, la majoria dels chatins es dediquen a l'agricultura, que depèn força del temporal i per tant, alguns chatins han d'emigrar a les finques del districte de Juquila per a treballar a les plantacions de cafè. La majoria de les comunitats chatines tenen serveis públics, i a diversos municipis hi ha pistes d'aterratge. S'hi han establert escoles bilingües federals i una telesecundària i secundàries tècniques.
Les autoritats tradicionals d'aquest poble són organitzades en un sistema basat en càrrecs civils i religiosos, en què hi ha un consell d'ancians com a màxima autoritat. Creuen en la Santa àvia, el Sant pare déu, la santa mare terra, la santa mare lluna, els déus de l'aigua, del vent, de la pluja, de la muntanya i del foc.

## Llengua
La seva llengua es diu cha'tnio (o les variants cha'tña i tasa'jnya) que en català significa "paraula laboriosa", "paraula difícil" o "feina de les paraules". El cens del 2000 va registrar 41 mil parlants d'aquesta llengua aproximadament. La llengua pertany a la branca chatino-zapoteca, que al seu torn pertany a la família lingüística d'otomang. De la llengua, n'hi ha quatre varietats, depenent de l'àrea geogràfica: de Santiago Yaitepec, de Zezontepec, de Tlataltepec de Valdez i de Nopala. La llengua s'utilitza extensament en l'administració local, el comerç, els serveis religosos i en l'educació primària i secundària.
Aquestes són algunes frases en la llengua chatina:
- Bon dia = Cua nque'msaa
- Bona tarda = Cua nque' xlyaa
- Bona nit = Cua nque' sii